# Eremaeozetes reticulatus
Eremaeozetes reticulatus är en kvalsterart som beskrevs av Balogh 1958. Eremaeozetes reticulatus ingår i släktet Eremaeozetes och familjen Eremaeozetidae. Inga underarter finns listade i Catalogue of Life.